# 헬스트롬 (드라마)
"헬스트롬"(영어: Helstrom)은 미국의 텔레비전 드라마이다.

## 출연
- 톰 오스틴 - 데이먼 헬스트롬 역
- 시드신 레먼 - 아나 헬스트롬 역
- 엘리자베스 마블 - 빅토리아 헬스트롬 / 엄마 / 릴리 역
- 로버트 위즈덤 - 헨리 / 케어테이커 역
- 아리아나 게라 - 개브리엘라 로세티 역
- 준 캐릴 - 루이즈 헤이스팅스 역
- 알레인 위 - 크리스 옌 역